# Дюжев, Борис Иванович
Борис Иванович Дюжев (30 мая 1928, Москва — 21 февраля 1998, Москва) — советский и российский скульптор. Заслуженный художник РСФСР (1968). Автор памятника М. И. Калинину в Москве. Муж скульптора А. Г. Кнорре.

## Биография
Борис Дюжев родился 30 мая 1928 года в Москве. Учился в Московском высшем художественно-промышленном училище (бывшем Строгановском) у Г. И. Мотовилова и С. Л. Рабиновича. Своим учителем также считал А. Л. Малахина. Дипломной работой Бориса Дюжева был декоративный барельеф для портика высотного здания.
В 1953 году вступил в Союз художников СССР. В 1954 году работал в бригаде скульпторов под руководством С. Т. Конёнкова. С 1955 года принимал участие в художественных выставках. Его персональные выставки проходили в Москве в 1972 и 1973 годах. Его работы экспонировались на зарубежных выставках: в Англии (1972), ФРГ (1973), Англии (1975), Алжире, Тунисе, Сирии, Ливане, Иордании (1976).
В 1958 году вместе с женой, скульптором А. Г. Кнорре, основал художественную мастерскую.
Умер в Москве 21 февраля 1998 года.

## Работы
Портреты
- «Скрипачка» (мрамор, 1954)[1]

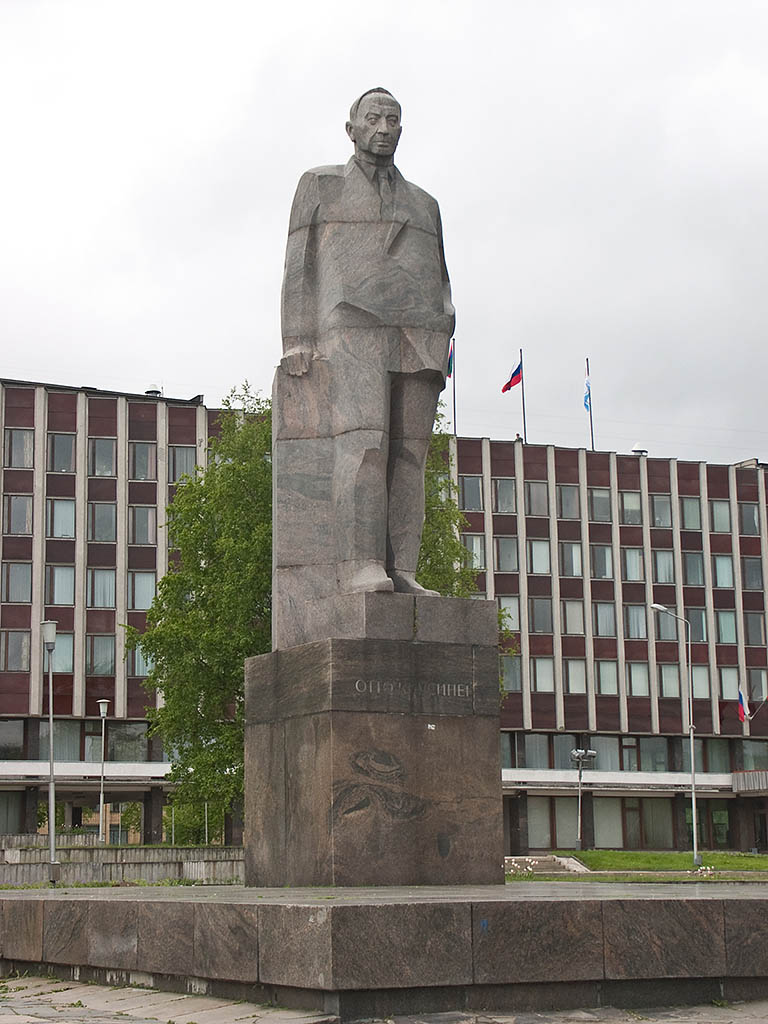
Памятник О. В. Куусинену в Петрозаводске

Памятник М. И. Калинину в Москве

- «Гуцул» (гипс тонированный, 1955, Пермская государственная художественная галерея)[1]
- «Женский портрет» («Оля», бронза, 1956)[1]
- Художник М. А. Неймарк (бронза, 1955)[1]
- Бразильский певец Т. Романио (гипс, 1956, бронза, Новокузиецкий музей советского изобразительного искусства)[1]
- Художник М. А. Врубель (бронза, 1957, Тамбовская облостная картинная галерея)[1]
- Профессор Пенджабского университета Н. Сингх (бронза, 1957, Костромской областной музей изобразительных искусств)[1]
- «Индуска» (бронза, 1958)[1]
- Знатный маляр А. Сучков (бронза, 1959)[1]
- Органист А. И. Браудо (бронза, 1960)[1]
- Писатель Э. Хемингуэй (бронза, гранит, 1961, Дом-музей Э. Хемингуэя, Гавана)[1]
- Французский актёр Ж.-Л. Барро (гипс, 1964)[1]
- Академик Н. И. Смирнов (алюминий, 1964)[1]
- Художник Р. Кент (бронза, 1966)[1]
- «Армянка» (гранит, 1966)[1]
- Художник X. Бидструп (гранит, 1967)[1]
- Государственный деятель О. В. Куусинен (гранит, 1969)[1]
- Государственный деятель Г. В. Чичерин (гранит, 1970)[1]
- Н. И. Бабин (бронза, 1981, ГТГ)[3]

Монументальные произведения
- «Победа» (медь, 1959, Тула)[2]
- Памятник В. И. Ленину (кованая медь, гранит, 1963, Москва, парк Декабрьского восстания)[1]
- Памятник В. И. Ленину (кованая медь, мрамор, 1970,посёлок Большевик)
- Памятник В. И. Ленину (бронза, гранит, 1968—1970, Кызыл)[1]
- Памятник защитникам Тулы (сталь, чугун, бетон, 1967, Тула)[1]
- Памятник общественному деятелю Ливана Шакибу Жаберу (бронза, 1967, г. Алей, Ливан)[1]
- Памятник Ю. А. Гагарину (бронза, гранит, 1971, Звёздный городок, Московская область)[1]
- Памятник О. В. Куусинену (гранит, 1973, Петрозаводск)[2]
- Памятник М. И. Калинину (бронза, 1978, Москва)[2]
- Памятник С. Г. Чавайну (бронза, 1978, Йошкар-Ола)[2]
- Памятник А. С. Пушкину (бронза, 1980, Йошкар-Ола)

Другие
- Композиция «Конец боя» (гипс тонированный, 1964)[1]
- Участие в оформлении главного зала павильона Советской промышленной выставки в Лондоне (1961)[1]
- Декоративные вставки для экстерьера Первого часового завода (медь, металл, 1979, совместно с Д. Поляковым, Москва)
- Скульптурная серия для универсального олимпийского зала в Измайлове (бронза, известняк, 1980, Москва)

## Награды и звания
- Заслуженный художник РСФСР (1968)[1]